# Francisca Susano
 Francisca Susano (11 de septiembre de 1897? - Kabankalan, Filipinas, 22 de noviembre de 2021), fue una supercentenaria, filipina, considerada como una de las últimas supervivientes, nacidas en el pasado milenio.

## Biografía
Nació en Filipinas en 1897, cuando dicha nación, estaba bajo el poder del Reino de España en el siglo XIX, fue una granjera y trabajaba en la tierra, donde vivía en su lugar natal.

### Fallecimiento
Falleció en la madrugada del 22 de noviembre de 2021, en su casa de retiro en la localidad de Kabankalan, de manera desconocida, ya que prácticamente le hicieron exámenes para confirmar si habría fallecido por COVID-19, o por otras causas naturales.